# Щасливий рейс
«Щасливий рейс» (рос. «Счастливый рейс») — радянський чорно-білий художній фільм, музична комедія, знята на кіностудії «Мосфільм». Створений у 1947 році як стереофільм під назвою «Машина 22-12» (роками демонструвався у київському "Стереокіно"(кінотеатр "Орбіта")) , а в 1949 році вийшов у широкий прокат в «пласкому» варіанті під назвою «Щасливий рейс».

## Сюжет
Молодий шофер Синичкин отримує першу у своєму житті машину — пошарпану півторатонку ГАЗ-АА, з номером МВ 22-12, доведену до плачевного стану «шофером першого класу» Зачосовим — самовпевненим нехлюєм і зліснім порушником правил дорожнього руху.
Завдяки зусиллям Синичкина стара машина перетворюється на цілком справну та приносить своєму водієві не лише успіхи в праці, але й удачу в особистому житті — знайомство з заправницею Фенечкою, за увагу якої з ним змагається Зачосов, який пересів на шикарний легковий автомобіль (ЗІС-101).
Однак Фенечка віддає перевагу молодому шоферу, що любить свою справу, а не першокласному «ледарю», що довів до жалюгідного стану й нову машину. У фільму щасливий кінець: Синичкину довіряють новий «ЗІС», на якому він разом з дівчиною мчить просторами Москви, а Зачосов, що не виправдав довіру начальника, повертається для перевиховання на «машину 22-12».

## У ролях
- Микола Крючков — Петя Синичкин, шофер
- Михайло Жаров — Макар Зачосов, шофер 1 класу
- Віра Орлова — заправниця Фенічка
- Ольга Вікландт — Анна Іванівна Телегіна, диспетчер
- Володимир Попов — Пал Палич, начальник гаража
- Олексій Алексєєв — 1-й шофер
- Михайло Воробйов — шофер Воробйов
- Еммануїл Геллер — фокусник
- Людмила Геника-Чиркова — дівчина в автобусі
- Анатолій Горюнов — Олексій Миколайович Трофімов
- Олександр Гречаний[ru] — 2-й шофер
- Євген Леонов — пожежний
- Світлана Немоляєва — Світа
- Анатолій Осипов — 3-й шофер
- Олена Понсова — бабуся Фені
- Ніна Федосюк — регулювальниця
- Олена Чайковська — подруга Світи
- Костянтин Тиртов — глядач на концерті

## Знімальна група
- Автори сценарію: Віктор Ардов, Володимир Немоляєв
- Режисер: Володимир Немоляєв
- Оператор: Самуїл Рубашкін
- Художник: Володимир Єгоров
- Композитор: Сигізмунд Кац